# TL;DR
TL;DR o tl;dr, è la forma contratta di "too long; didn't read" (letteralmente: "troppo lungo; non l'ho letto"). È un'espressione gergale utilizzata frequentemente su Internet per indicare il riassunto di un testo piuttosto lungo o per esprimere che il contenuto è stato ignorato a causa della sua eccessiva lunghezza.

## Storia
L'espressione TL;DR è apparsa all'inizio degli anni 2000, con la diffusione dei forum online e della comunicazione digitale. Secondo l'Oxford English Dictionary (OED), il primo utilizzo conosciuto di questa espressione risale a un post del 2002 pubblicato sul newsgroup Usenet rec.games.video.nintendo.
Nel 2009, il termine è stato ulteriormente diffuso grazie a pubblicazioni come Mo' Urban Dictionary: Ridonkulous Street Slang Defined di Aaron Peckham, una testo basato sull'archivio collaborativo di slang Urban Dictionary.
Nello stesso anno, TL;DR è stato citato nel testo di David Pogue World According to Twitter, che raccoglie tweet divertenti e ricchi di spunti interessanti e perspicaci.
Nell'agosto 2013, TL;DR è stato ufficialmente aggiunto all'Oxford English Dictionary, riconoscendone l'uso diffuso nelle comunicazioni digitali. Anche Merriam-Webster ha documentato il termine, sottolineandone l'affermazione come parte del lessico digitale moderno.

## Utilizzo
TL;DR è comunemente utilizzato nelle discussioni online, nelle sezioni dei commenti e nei post sui social media. Gli autori ricorrono spesso a questa sigla per riassumere un testo piuttosto lungo, consentendo ai lettori che preferiscono la brevità di comprendere rapidamente il succo del discorso. Viceversa, i lettori possono utilizzare TL;DR come critica, segnalando che un testo è eccessivamente prolisso o poco chiaro.
L'acronimo riflette preoccupazioni più ampie riguardo alla soglia di attenzione, il sovraccarico cognitivo e l'economia dell'attenzione nell'ambito della comunicazione digitale.

## Impatto culturale
La diffusione di TL;DR ha portato al suo utilizzo anche al di fuori delle conversazioni informali online. Alcune testate online, specialmente blog e siti di informazione, includono sezioni ufficiali “TL;DR” che riassumono gli articoli per una lettura veloce. Anche documenti educativi, tecnici e legali hanno adottato pratiche simili per soddisfare le esigenze di un pubblico che desidera accedere rapidamente alle informazioni più importanti.
D’altronde, lo stile di comunicazione rappresentato da TL;DR ha suscitato discussioni sul valore della lettura approfondita rispetto alla comodità della sintesi in un'epoca dominata dai contenuti brevi.

## Vedi anche
- Abstract
- Sovraccarico cognitivo
- Cybercultura
- Lettura rapida